# Glynde
Glynde är en ort och civil parish i Storbritannien.   Den ligger i grevskapet East Sussex och riksdelen England, i den södra delen av landet, 70 km söder om huvudstaden London. Glynde ligger 6 meter över havet och antalet invånare är 217.
Terrängen runt Glynde är huvudsakligen platt, men västerut är den kuperad. Runt Glynde är det ganska tätbefolkat, med 172 invånare per kvadratkilometer. Närmaste större samhälle är Brighton, 15,0 km väster om Glynde. Trakten runt Glynde består till största delen av jordbruksmark.